# Masaru Kobayashi
Masaru Kobayashi, född 26 december 1959, är en japansk roadracingförare. Han tävlade huvudsakligen nationellt, men deltog i Japans Grand Prix åren 1987-1989 i 250GP-klassen. Kobayashi vann sitt debut-Grand Prix säsongen 1987 med 27 sekunder före Sito Pons och blev 3:a och 18:e de följande åren.